# Sopronbánfalva
Sopronbánfalva (németül Wandorf) egykori önálló község, 1950 óta Sopronhoz tartozik. Kertvárosnak vagy Sopron-Kertvárosnak is nevezik.

## Elhelyezkedése
A belvárostól nyugatra, a Soproni-hegység északkeleti lábánál, a Sopront Brennbergbányával összekötő út mellett fekszik.
A helyi autóbuszvonalak közül a 3-as, a 3Y, a 10-es, és a 10Y jelzésű járatok érintik Bánfalvát.

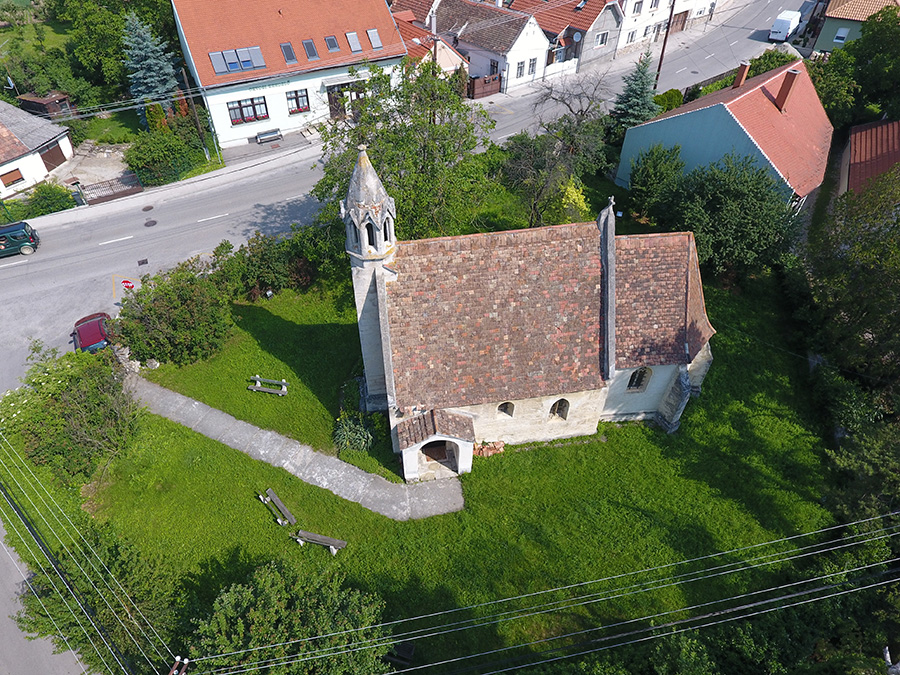
A Mária Magdolna-templom és környéke

## Története
A falu környékét a kelták majd a rómaiak is lakták. A 6. századtól bajor és frank törzsek telepedtek le a területen, ettől kezdve a németség a legmeghatározóbb népcsoport. Legrégebbi ismert említése 1277-ből való, Zovány vagy Zuány néven.[forrás?] A Mária Magdolna templom a 13. században épült. A pálos rend építtette a kolostort a falu mellett, ami a rend feloszlatása után a premontreieké lett. A reformáció idején a lakosok evangélikusok lettek, az ellenreformáció idején azonban sokan visszatértek a katolikus hitre. A trianoni békeszerződés a falut Sopronnal együtt Ausztriának ítélte, de a Nyugat-magyarországi felkelés során létrehozott Lajtabánság kikiáltásával válsághelyzet alakult ki. A határt kijelölő hatalmak meghátrálásra kényszerültek, ami határrevízióra adott lehetőséget. Az ekkor kiírt soproni népszavazás végeredménye nyomán a falu ismét Magyarországhoz került.
A második világháború után a településen élő németek jelentős részét is kitelepítették. Sopronbánfalva a 20. század folyamán fokozatosan egybeépült Sopronnal, és 1950-ben a városhoz csatolták, melynek azóta is része.

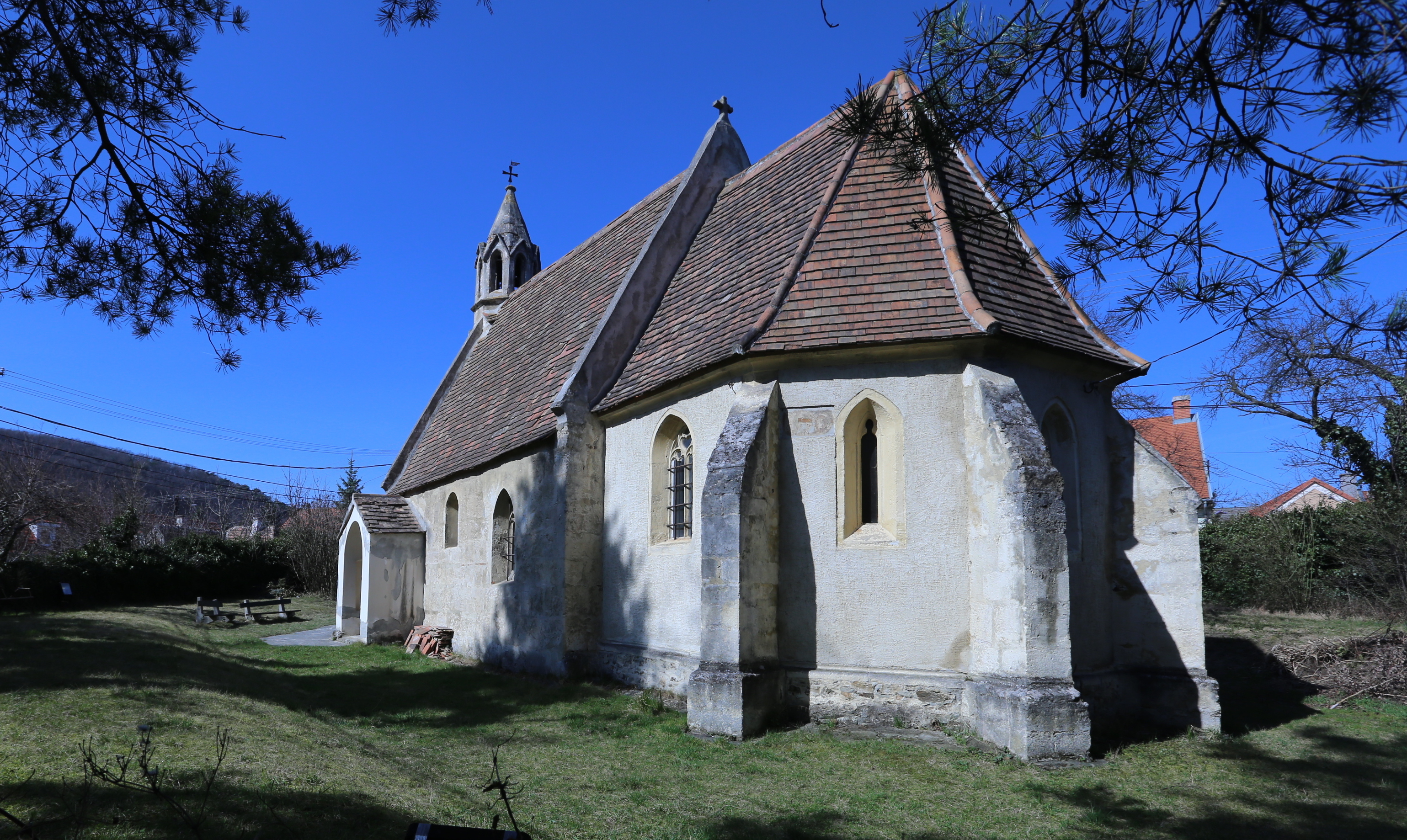
A Mária Magdolna-templom

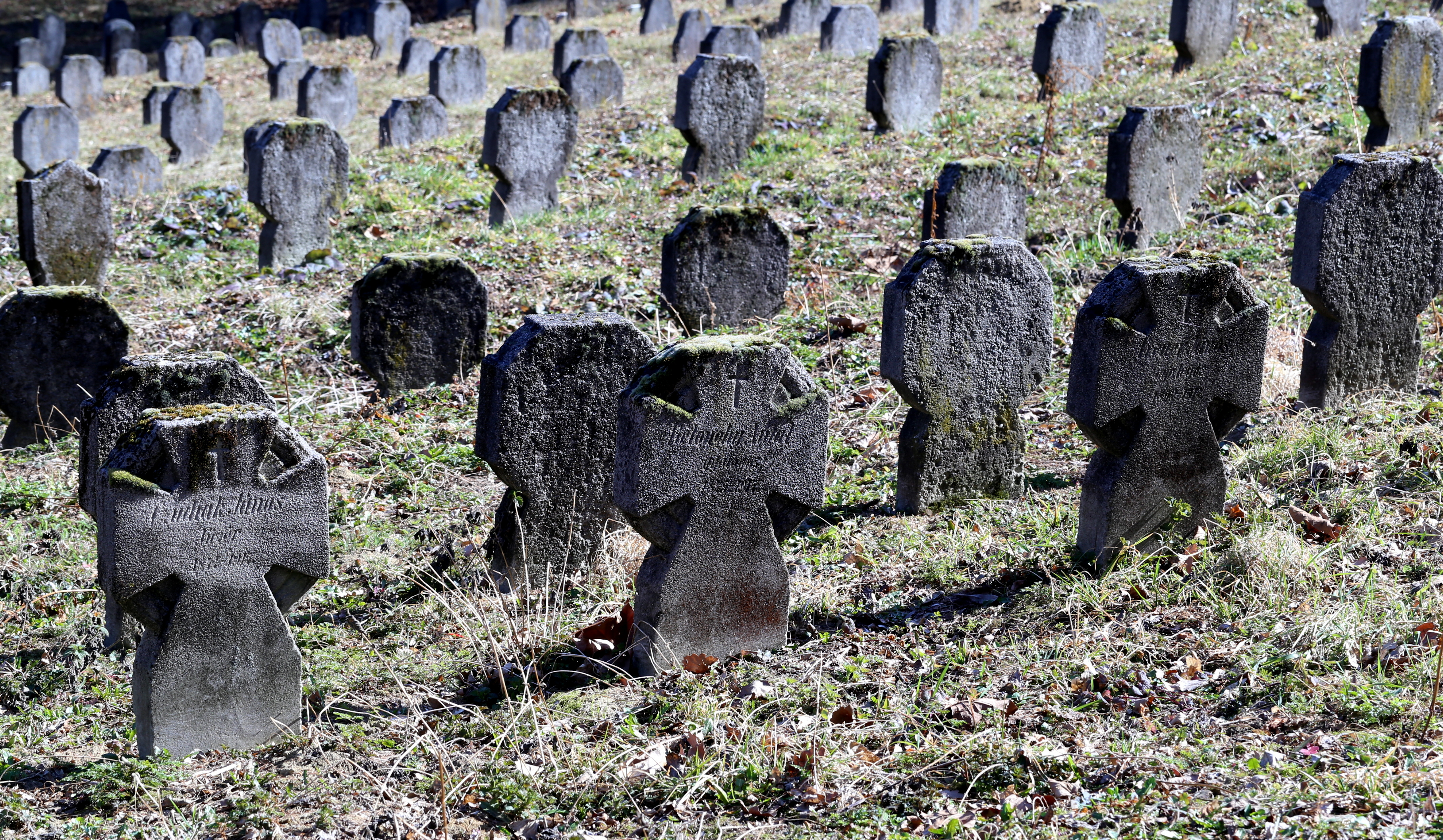
Első világháborús katonai temető

## Kényszermunkatábor
Sopbronbánfalván 1944 novemberétől 1945 áprilisáig kényszermunkatábor volt. A foglyoknak a Délkeleti Falon kellett dolgozniuk. 1944. december 2-án az SA őrei 1000 zsidót kísértek Budapestről Sopronbánfalvára. 1944. november 27. és 29. között tartóztatták le, és tehervagonokban szállították őket. Először Sopronba szállították, ahová ötnapos félelemtől, éhezéstől és szomjúságtól kisért utazás után érkeztek.
A kényszermunka része volt a fakivágás, a rönkszállítás, a deszkakészítés. Később ásatási munkákat is. A foglyokat romos kunyhókban és istállókban helyezték el. Nem voltak ágyak. Kezdetben szalmát kaptak alomként. Később bozótfát használtak. A legtöbben volt takaró, de a kényszermunkások még mindig halálra fagytak a szállásukon. Az élelmezés a reggeli 3 dl barnaléből (ezt feketekávénak hívták) és munka után 4,5 dl répa- vagy krumplilevesből állt, ami vízbe dobott pár szem répát vagy hámozatlan krumplit jelentett. Kenyérosztásra kezdetben háromnaponta, később nagyobb időközökben került sor.
A steinakircheni Winterer Leopold a sopronbánfalvi kénymunkatábor helyi parancsnoka volt. 1944 december és 1945 február között legalább három bebörtönzött magyar zsidót gyilkolt meg. Megparancsolta nekik, hogy fussanak elébe, és két zsidót tarkón, egy zsidót szíven lőtt. 1946. január 23-án a bécsi Népbíróság halálra ítélte Winterert. A Scheibbs körzetből származó náciként Winterert 1946. május 10-én felakasztották.
A tábori őrök revolverrel, puskatussal vagy ütővel végeztek ki zsidó foglyokat is. Az őrök között voltak a Szudétavidékről származó SA-emberek és a Nyilaskeresztes Párt magyar tagjai.
1945 augusztusában a soproni rendőrség Sopronbánfalván tömegsírra bukkant, amelyben a náciknak és nyilasoknak 350 borzalmas kegyetlenséggel kivégzett áldozatát találták meg. A halál oka fej- vagy szájlövés. Sopronbánfalván összesen 532 zsidó fogoly halt meg. Köztük volt Vándor Sándor zeneszerző, karmester és Reiter László grafikus is. Sem Sopronban, sem Sopronbánfalván nincs emlékmű a kényszermunkatábor áldozatainak.

## Látnivalók
- Pálos-karmelita kolostor, régi Mária kegyhely, a Mária-út is érinti[9]
- Mária Magdolna-templom
- evangélikus templom

## Nevezetes bánfalviak
- Itt született Voit Pál, Bartók Béla zeneszerző egyik dédapja
- Itt született Légrádi Imre tanár, Sopron díszpolgára
- Itt gyilkolták meg Vándor Sándor zeneszerzőt a nyilasok
- Itt nevelkedett Borsos Árpád István, geográfus, társadalomkutató